# Войняговски проход
Войняговският проход е планински проход (седловина) в най-източната част на Същинска Средна гора, в Община Хисаря и Община Карлово, област Пловдив.
Проходът е с дължина 5,8 km, надморската височина на седловината – 554 m. Свързва град Хисаря на юг с Карловската котловина при село Войнягово на север.
Проходът започва на 437 m н.в., на около 2 km североизточно от град Хисаря и се насочва на север. След 1,5 km достига седловината при 554 m н.в. От там започва спускане по северния склон на Същинска Средна гора и след 4,3 km южно от село Войняговци, в южната част на Карловската котловина проходът завършва на 337 m н.в.
През него преминава камионен път без трайна настилка, която се използва рядко, предимно от горски работници, ловджии и туристи.

## Топографска карта
- Лист от карта K-35-50. Мащаб: 1 : 100 000.